# 淺利敬一郎
淺利 敬一郎（あさり けいいちろう、1945年6月29日 - ）は、日本の政治家、教育者。大阪府豊中市長（3期）。浅利敬一郎と表記されることもある。

## 来歴
中華民国北京市生まれ。1969年（昭和44年）3月、大阪教育大学卒業。同年、寝屋川市立第一中学校の保健体育の教諭となる。
1980年（昭和55年）、大阪府教育委員会事務局に勤務。1998年（平成10年）、義務教育課長に就任。2000年（平成12年）12月、豊中市教育委員会教育長に就任。
2006年（平成18年）4月23日の豊中市長選挙で無所属初当選した（投票率30.73％）。2008年には橋下徹大阪府知事が府内市長会を通じて開催を呼びかけた「教育に関する意見交換会」にて、「国は府県データを公表していて、府県が市町村データを言ったらだめだというのは矛盾している。文部科学省はひきょうだ」と指摘し、学力調査の市町村別結果の公表に賛成した。
2010年4月25日には民主党・自民党・公明党・社民党の推薦を受けて66153票で共産党推薦の候補を破って再選（投票率30.92%）。2014年04月20日には無投票3選。
2018年（平成30年）5月14日の任期満了をもって、退任。背景には2017年2月に肋骨を骨折し、治療に半年ほどかかったこと、同9月から腰に激痛が走るようになり、注射を打って症状を抑えてきた健康問題にある。